# Lenguas musgu-mbara
Las lenguas musgu-mbara constituyen un pequeño subgrupo del grupo biu-mandara de la rama chádica de las lenguas afroasiáticas. Están formadas por ocho lenguas habladas en el norte de Camerún y el oeste de Chad. La lengua demográficamente más importante es el musgum (mpus o mulwi) con más de 90 mil hablantes, el mbara tiene cerca de un millar y el muskum actualmente está extinto (el último hablante registrado vivía en 1976).

## Comparación léxica
Los numerales en diferentes lenguas musgu-mbara son:
| GLOSA | Musgu      | Muskum | Mbara      | PROTO- MM    |
| ----- | ---------- | ------ | ---------- | ------------ |
| '1'   | kítáy/ ɗáw |        | kítáy/ ɗów | *kitay/ *ɗaw |
| '2'   | súlú       |        | mòk        | *silu / *ɓok |
| '3'   | hú         |        | ùhú        | *uhu         |
| '4'   | púɗú       |        | púɗú       | *puɗu        |
| '5'   | ɬím        |        | íɬím       | *ɬiɓ-        |
| '6'   | ɬàːrà      |        | ɬírá       | *ɬira        |
| '7'   | mìgzàk     |        | mìgzàk     | *migzak      |
| '8'   | mìtwìs     |        | mìsílày    |              |
| '9'   | tíklá      |        | wáːŋá      |              |
| '10'  | dòːɡò      |        | dòːɡò      | *doːɡo       |